# نبرد هاندزفلد
نبرد هاندزفلد در ۲۴ اوت ۱۱۰۹ میلادی نزدیک وروتسواف ، پایتخت سیلیزیا ، میان امپراتوری مقدس روم - که از زبیگنیو دوک تبعیدی لهستان برای رسیدن به سلطنت حمایت می کرد - و دوک بولسلاو سوم ، فرمانروای پادشاهی لهستان ، رخ داد. این نبرد با پیروزی بولسلاو سوم به پایان رسید.
این درگیری ادامه نبرد بزرگ گلوگوف بود که پیش از این ، با پیروزی دوباره بولسلاو به اتمام رسیده بود.